# Epiplema dentifera
Epiplema dentifera är en fjärilsart som beskrevs av Warren. Epiplema dentifera ingår i släktet Epiplema och familjen Uraniidae. Inga underarter finns listade i Catalogue of Life.